# В'язниця суперлиходіїв
В'язниця суперлиходіїв (англ. Corrective Measures, дослівно «Виправні заходи») — американський науково-фантастичний гостросюжетний бойовик 2022 року. Сценаристом, продюсером і режисером виступив Шон Патрік О'Рейлі для якого картина стала дебютним повнометражним художнім фільмом. Головні ролі виконали Брюс Вілліс і Майкл Рукер. В основі сюжету — одноіменний графічний роман Гранта Честейна.

## Сюжет
У світі є лише одне місце, здатне стримати суперзлодіїв, що володіють нелюдськими надздібностями. І саме тут, у в'язниці майбутнього, перетинаються шляхи злочинного генія-телепата, жорстокого месника, корумпованого наглядача та багатьох інших. Хтось із них затіяв небезпечну гру, і кожному — чи то ув'язнений, чи то охоронець — у ній відведена особлива роль.

## В ролях
- Брюс Вілліс — Джуліус Лоуб[4]
- Майкл Рукер — Наглядач Девлін[5]
- Ден Пейн — Кат[6]
- Бреннан Мехіа — Дієґо Діас[7]
- Том Кавана[8] —  Гордон Твіді
- Кет Растон[9] — Офіцер Ліз Моралес
- Кевін Зеґерс[10] — Капітан Джейсон Броуді
- Гейлі Сейлс[11] — Доктор Ізабель Джозефс
- Деніел Кадмор — Даймонд Джим

## Випуск
Прем'єра фільму відбулась 29 квітня 2022 року на платформі Tubi. В'язниця суперлиходіїв — один з останніх фільмів Брюса Вілліса, який закінчив кар'єру актора після того, як у нього діагностували афазію.